# Andrea Jara
Andrea Jara est une gardienne internationale argentine de rink hockey née le 2 novembre 1997. 

## Palmarès
En 2016, elle participe au championnat du monde.